# Ayman Alatar
Ayman Alatar (en arabe : أيمن الأعتر ; né le 6 mars 1982) est un chanteur libyen de musique pop arabe. Il a remporté SuperStar, saison 2, 2004, la version arabe d'American Idol. 

## Jeunesse et carrière
Alatar est né à Tripoli. Il fut lauréat du festival de la chanson libyenne 2001, la première édition. Il a également remporté les Septimius Tripoli Awards 2015 pour l'innovation, la quatrième édition, en tant que meilleur artiste avec le morceau « Hal El Awadem ». Il est également nommé aux Kora Awards 2016 African music Awards, dans la catégorie « Meilleur artiste d'Afrique du Nord » avec le morceau « Hal El Awadem ». Ayman a également été nommé pour les Afrima Awards 2016, dans la catégorie « Meilleur Artiste d'Afrique du Nord » avec la piste « Fi Galbi Kalam » de son troisième album. 
Alatar a sorti son premier album, Bahibak et un clip vidéo de la chanson «Bahibak» en 2005. Alatar est le premier chanteur arabe, qui n'est pas un locuteur natif du dialecte khaleeji qui a sorti un album complet dans ce dialecte. Son deuxième album, "Hal EL Awadem"  été produit et distribué par Rotana en novembre 2014. 
Le troisième album d'Alatar "Fi Galbi Kalam" est un mini album de quatre chansons Khaliji (musique). Cet album et le clip de la chanson à succès «Fi Galbi Kalam» ont été publiés par Rotana en février 2016. 
Alatar s'est produit lors du concert de clôture du festival Febrayer Kuwait 2015. Il a également participé au concert hommage de feu Warda Al-Jazairia en Algérie en juin 2015. Il a été la star de la TFK London Launch Party sous le haut patronage de Sheikh Majed Alsabah à Londres le 22/7/2016. Alatar et son équipe ont organisé le concert à Union Chapel, devenant ainsi le premier chanteur arabe à chanter avec le London Community Gospel Choir. 
La collaboration d'Ayman Alatar avec Viber en 2018 a abouti à la publication de ses propres autocollants à utiliser par les utilisateurs de Viber. 

## Singles
- 2011 : Ya Lailaty
- 2013 : Halba
- 2014 : Yalaziz[8]
- 2015 : Shwayat Hanan
- 2015 : Ramadan
- 2017 : Ana Wella Ana
- 2017 : Allah Yester
- 2018 : Wesh Asameek
- 2018 : Aanest Ya Ramadn
- 2018 : Ya Delaly
- 2019 : La Arak
- 2019 : Makafak
- 2019 : Salam Libya
- 2019 : Rouh

## Vidéoclips
- 2005 : Bahibak, réalisé par Leila Kanaan.
- 2013 : Halba, réalisé par Ahmed Almahdi.
- 2014 : Yalaziz, réalisé par Oz Thakkar.
- 2014 : Hal El Awadem, réalisé par Jak x.
- 2016 : Fi Galbi Kalam, réalisé par Carly Cussen.
- 2016 : Ebtesem a réalisé Rossco.
- 2017 : Allah Yester, réalisé par Gilbert Bouzied et sponsorisé par Pepsi Arabia.
- 2019 : La Arak, réalisé par Geoffrey Airebamen.

## Discographie
- 2005 : Bahibak
- 2014 : Hal El Awadem
- 2016 : Fi Galbi Kalam